# Вельзумер
Вельзумер — голландська порода курей. 

## Історія
Вона бере свої початки у невеликому селі Вельзум, східні Нідерланди. Породу вивели на початку двадцятого століття з місцевих птахів змішаного походження: малайської курки — для збільшення кількості м'яса, доркінг — для збільшення кількості яєць, потім було додано генетичний матеріал кур таких порід як Род-Айленд і Барневельдер. У 1922-1923 роках було докладено зусиль, щоб зафіксувати стандарт після того, як птахи почали демонструвати значну одноманітність. Яйця спочатку експортували для комерційної торгівлі. Деякі товари експортувалися до Сполученого Королівства. Тоді ж порода була додана до британського стандарту в 1930 році. 

## Характеристика

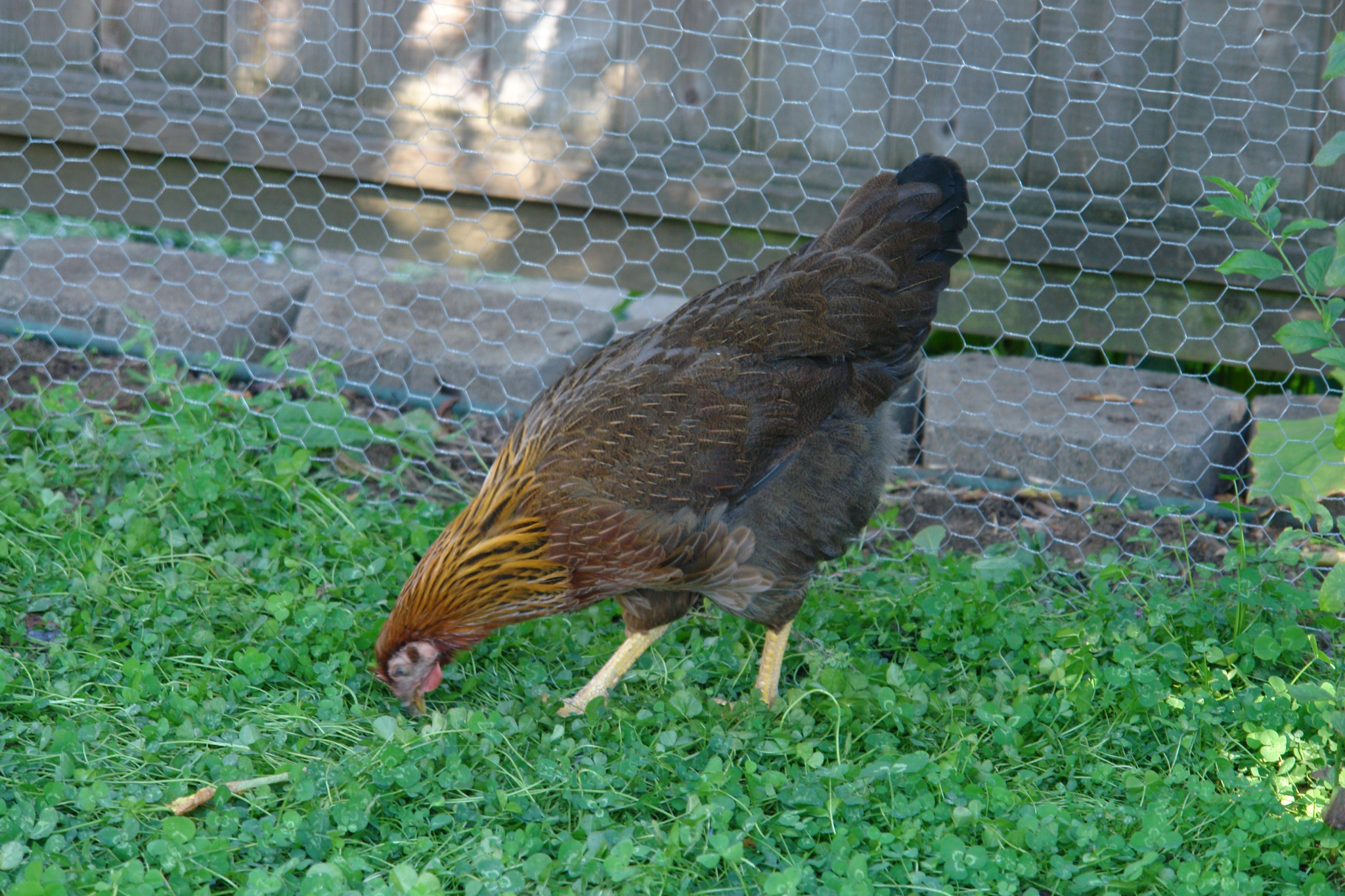
Вельзумер

### Зовнішній вигляд
Вельзумери мають тіло целіндричної з горизонтальною посадкою. Груди і спина широкі та довгі, груди заокруглені і прогнуті вперед. Хвіст розташований під тупим кутом і має середню ширину. Голова невелика. 
Гребінцю має рівномірно розприділені зубчики, бородка заокруглена і невеликого розміру. 

### Темперамент
Не дивлячись на наявність генів кур бійцівських порід, вони є досить спокійними. Агресію вони проявляються вкрай рідко, нелякливі й спокійно реагують коли люди беруть їх в руки. Проте у молодому віці агресивність може проявлятися більш виражено та частіше.

## Продуктивність
Вельзумерські кури висижують близько 160 яєць на рік. Яйця темно-коричневого кольору і мають вагу близько 65 грамів . 